# Leucochrysa callota
Leucochrysa callota är en insektsart som beskrevs av Banks 1915. Leucochrysa callota ingår i släktet Leucochrysa och familjen guldögonsländor. Inga underarter finns listade i Catalogue of Life.